# Concile de Nîmes
Ce concile référencé  CPL 1779, se tint à Nîmes le 1er octobre 396 ; il concernait  l'hérésie des Ithaciens (ou Itaciens) qui portait atteinte à l'unité chrétienne. 

## Contexte
Le schisme félicien ou itacien était né à Trèves lorsque Itace et ses partisans  avaient installé Félix comme évêque de la capitale des Gaules. Ce Félix, affirme Sulpice-Sévère, était un homme très saint et très digne de l'épiscopat mais l'indignité de ses consécrateurs, souillés du sang des hérétiques priscillianistes,  avait  fait de son nom une pierre d'achoppement : il y avait désormais parmi les évêques gaulois les féliciens et les antiféliciens.
Ce n'est qu'en 395, après que le gouvernement impérial a repris en mains les contrées transalpines, où Stilicon se rend en personne, que les  tentatives de conciliation commencent  avec ce concile.

## Concile

### Participants
L'historien Louis Duchesne (1894, 1907) donne la liste des 21 participants. Il indique Aprunculus, Ursus, Genialis (Cavaillon ?), Syagrius, Alitius (Cahors ?), Aper, Felix, Solinus, Adelfus, Remigius, Epetemius (Angers ?), Modestus, Eusebius, Octavius (Apt), Nicesius, Evantius, Ingenuus (Arles), Aratus, Urbanus, Melanus (Viviers) et Toeferius,.
Saint Martin, parfois accusé d'être antifélicien, refuse de participer à ce concile et parmi les nombreux absents figurent l’évêque de Marseille Proculus, celui de Vienne, Simplicius, et l’évêque du Puy, Suacrius ou Syagrius, qui charge un de ses collègues de signer pour lui. En revanche on trouve dans la liste des signataires, celle d’Ingenuus d’Arles, ce qui constitue une des deux références historiques à cet évêque. Pour l'historien Jean-Rémy Palanque l'archevêque d'Arles fait partie des féliciens.

### Décisions
Une minorité d’évêques se référant aux évêques de Milan et de Rome, sans distinction entre les deux sièges, veut la condamnation de Priscillien ; il semble toutefois qu’ils échouent. Toutefois le concile repousse le diaconat féminin soutenu par les priscillanistes.
D'après Jean-Rémy Palanque, ce concile qu'il date de 394, ne réussit pas à « effacer les scandales et guérir les discordes » comme il se le proposait.

## Controverse sur la date 394 ou 396
Bien que la date de 396 soit généralement acceptée, certains auteurs ne tranchent pas et laissent subsister un doute entre 394 et 396. En effet ce  concile se tient à Nîmes un 1er octobre d’une année indiquée par la note consulaire Arcadio et Honorio augg conss, c'est-à-dire en 394 ou 396. Notons aussi que Saint Martin est encore vivant au moment du concile, donc ce dernier se déroule avant 397. 
Les tenants pour l’année 396, s’appuient essentiellement sur l’argumentaire de Louis Duchesne. Ce dernier remarque que jusqu’au 6 septembre 394, la Gaule est au pouvoir de l’usurpateur Eugène et qu’il semble peu probable qu’en si peu de temps (entre le 6 septembre et le 1er octobre) on ait pu lancer les convocations et faire les diligences nécessaires pour cette grande réunion épiscopale.